# Station Achmer
Station Achmer (Bahnhof Achmer) is een spoorwegstation in de Duitse plaats Achmer, in de deelstaat Nedersaksen. Het station ligt aan de spoorlijn Oldenburg - Osnabrück. Het station telt twee perronsporen aan één eilandperron. Op het station stoppen alleen treinen van de NordWestBahn.

## Treindienst
| Serie | Treinsoort                      | Route                                                                                      | Bijzonderheden |
| ----- | ------------------------------- | ------------------------------------------------------------------------------------------ | -------------- |
| RE 18 | Regional-Express (NordWestBahn) | Wilhelmshaven Hbf – Oldenburg (Oldb) Hbf – Cloppenburg – Bramsche – Achmer – Osnabrück Hbf |                |
| RB 58 | Regionalbahn (NordWestBahn)     | Osnabrück Hbf – Achmer – Bramsche – Vechta – Delmenhorst – Bremen Hbf                      | Der Bramscher  |